# Lou Hoffner
Lou Hoffner, som artist oftast bara Lou, är en tysk musiker, född 27 oktober 1963 i Waghäusel, Baden-Württemberg i Tyskland. Lou deltog tillsammans med sitt band i Eurovision Song Contest 2003 i Riga, Lettland. Deras bidrag hette Let's Get Happy, och slutade på tolfte plats.

## Diskografi
- 2003 - Let's Get Happy